# Lionel Hampton

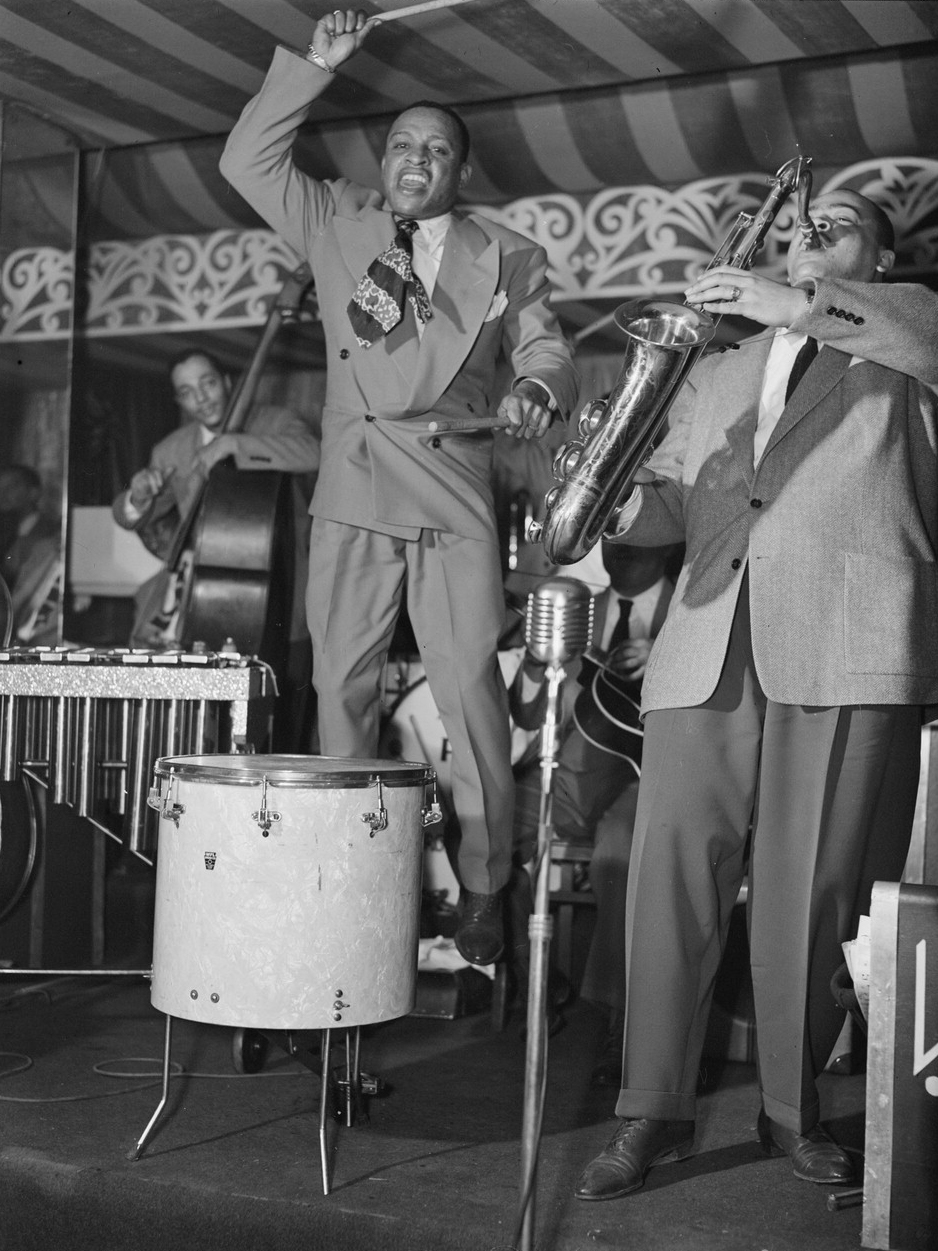
Lionel Hampton met saxofonist Arnett Cobb, New York, circa juni 1946 (foto: William Gottlieb)

Lionel Hampton (Louisville, 20 april 1908 – New York, 31 augustus 2002) was een Amerikaans vibrafonist, pianist, drummer en bandleider.

## Biografie
Lionel Hampton was de eerste bekende jazz vibrafonist en was in de jaren 30 een van de grootste pioniers binnen het jazzgenre. Hampton heeft zich in zijn carrière van ruim zes decennia niet alleen geprofileerd als een groot jazzartiest maar stond ook bekend vanwege zijn experimenten met muzikale stijlen (het bekende album Giant Steps is hier een voorbeeld van).
Hamp begon zijn loopbaan op jonge leeftijd als drummer bij de Chicago Defender Newsboys' Band. Zijn idool was Jimmy Bertrand, een drummer uit de jaren 20, die regelmatig op de xylofoon speelde. Aan de westkust van Amerika speelde Hampton onder meer met Curtis Mosby's Blue Blowers, Reb Spikes en Paul Howard's Quality Serenaders (met wie hij in 1929 zijn eerste album opnam) tot hij deel ging uitmaken van de band van Les Hite (waar Louis Armstrong ook menigmaal mee speelde). In 1930 maakte hij met die band opnames in een studio waar toevallig een vibrafoon stond opgesteld. Op verzoek van Armstrong speelde hij op dat instrument mee op de nummers Memories Of You en Shine. Hiermee werd Hampton de eerste jazzartiest die improviseerde op dit instrument.
Hierna zou het echter nog zo'n zes jaar duren voordat hij daadwerkelijk bekendheid vergaarde. Nadat hij de band van Hite had verlaten begon hij zijn eigen band in het Paradise Cafe in Los Angeles. In 1936 bracht Benny Goodman een bezoek aan dat café en raakte hij onder de indruk van het spel van Hampton. Niet veel later mocht hij opnames maken met Goodman, Teddy Wilson en Gene Krupa in het Benny Goodman Quartet. Zes weken later sloot hij zich definitief aan bij Goodman. Vanaf dat moment werd Hampton snel bekend als een getalenteerd solist en trad hij ook op in films met Goodman, deed hij mee aan het beroemde Carnegie Hall concert in 1938 en was hij dagelijks op de radio te horen. In 1937 begon hij met het maken van albums voor het label Victory. Bij deze sessies werd hij vergezeld door allerlei grootheden uit de jazz, wat de albums dan ook de titel All Star Sessions (1 t/m 6) opleverde. Deze befaamde opnames vonden plaats van 1937 tot 1941.
Tot 1940 maakte Hampton ook deel uit van de bands en orkesten van Goodman, waarin hij soms zelfs de drums en zang voor zijn rekening nam. In 1940 besloot hij zijn eigen big band op te richten en scoorde hij in 1942 een enorme hit met Flying Home, waarop Illinois Jacquet een solo speelt op de tenorsaxofoon (vandaag de dag wordt dit gezien als de eerste R&B-solo). Dat gehele decennium bleef de band van Hampton een groot succes, onder meer door de invloeden van de rhythm-and-blues en bebop. Naast Jacquet, maakten ook Arnett Cobb, Dinah Washington (ontdekt door Hampton), Cat Anderson, Marshall Royal, Dexter Gordon, Milt Buckner, Earl Bostic, Snooky Young, Johnny Griffin, Joe Wilder, Benny Bailey, Charles Mingus, Fats Navarro, Al Gray, Wes Montgomery en Betty Carter deel uit van zijn orkest.
Door zijn grote populariteit lukte het Hampton tot in de jaren 90 bandleider te zijn van allerlei orkesten. In de jaren 50 maakte hij deel uit van vele sterrengroepen, waaronder een reünie met Benny Goodman en opnames met het Oscar Peterson Trio, Stan Getz, Buddy DeFranco en een trio met Art Tatum en Buddy Rich. Ook maakte hij deel uit van het orkest dat in 1953 een aantal zeer succesvolle optredens verzorgde in Parijs (bijgestaan door Clifford Brown, Art Farmer, Quincy Jones, Jimmy Cleveland, Gigi Gryce, George Wallington en Annie Ross).
Na de jaren 50 teerde Lionel Hampton vooral op oudere successen. Zo speelde hij bij concerten altijd Hamp's Boogie Woogie (waarop hij met twee vingers heel snel op de piano speelt), Hey Ba-Ba-ReBop en Flying Home. In zijn carrière heeft hij voor bijna ieder jazzlabel albums gemaakt, waaronder ook voor zijn twee eigen platenmaatschappijen (Glad Hamp en Who's Who). Ondanks een aantal beroertes en veroudering bleef hij tot zijn laatste dagen doorgaan met muziek maken. In 2001 werd een vibrafoon van hem (waarop hij 15 jaar had gespeeld) bijgezet in het National Museum of American History. In de zomer van 2002 overleed Lionel Hampton op 94-jarige leeftijd aan een zwaar hartinfarct.
Postuum werd hij in 2006 opgenomen in de Kentucky Music Hall of Fame.

## Relevante discografie
| titel              | label   | serienummer |
| ------------------ | ------- | ----------- |
| Swing Classics     | RCA     | LPM-2318    |
| Stompology         | RCA     | LPV-575     |
| Steppin' Out       | Decca   | 79244E      |
| Original Star Dust | Decca   | 74194E      |
| Golden Favorites   | Decca   | 74296E      |
| Good Vibes         | Harmony | KH-32165    |